# Fairview Shores
Fairview Shores – jednostka osadnicza w Stanach Zjednoczonych, w stanie Floryda, w hrabstwie Orange.